# ノーム・コールマン
ノーマン・バートラム・"ノーム"・コールマン・ジュニア（英語: Norman Bertram "Norm" Coleman, Jr.、1949年8月17日 - ）は、アメリカ合衆国の政治家、法律家。第52代セントポール市長、ミネソタ州選出連邦上院議員を務めた。1993年にセントポール市長に当選した際には民主党及びミネソタ州の民主党組織ミネソタ民主農民労働党のメンバーであったが、1996年に共和党に鞍替えした。2008年の上院選挙でコールマンは再選を目指したが、その結果は長らく未定となった。コールマンの任期は2009年1月3日で終了し、その後6ヶ月間法廷闘争が繰り広げられたが、ミネソタ州最高裁判所は2009年6月30日に民主党のアル・フランケンを当選者として認め、コールマンに譲歩を促した。2011年時点では共和党ユダヤ連盟のアドバイザーを務めていた。

## 生い立ち
1949年8月17日にニューヨーク州ニューヨークで、ノーマン・バートラム・コールマン・シニア及びベヴァリー・コールマン夫妻の間に誕生する。ユダヤ人であり、彼の父方の祖父はゴールドマンからコールマンに改姓している。彼はブルックリンのジェームズ・マディスン高校に通い、大学はロングアイランドのホフストラ大学で学んだ。ニューヨーク州の上院議員チャック・シューマー（民主党）は彼の高校の同期生であった。バーモント州上院議員のバーニー・サンダースとルース・バーダー・ギンズバーグ最高裁判所判事はともに同じ高校の卒業生である。
大学時代にコールマンは、1960年代のカウンターカルチャー活動家であり、寛容な民主党員であった。彼はメガホンを持ってキャンパスの周囲で定期的に学生たちに対してニクソン政権とベトナム戦争の不道徳さについて演説した。
彼はしばしばマリファナをふかし、20歳の誕生日をウッドストック・フェスティバルで祝った。彼はジェスロ・タルやテン・イヤーズ・アフターなどのローディとして働いたという。